# Miika Aram
Miika Aram – kiribatyjski polityk. 
Reprezentant okręgu Tabuaeran. W latach 1991–1994 członek kiribatyjskiego parlamentu.